# Eriococcus eurythrix
Eriococcus eurythrix är en insektsart som beskrevs av Miller och González 1975. Eriococcus eurythrix ingår i släktet Eriococcus och familjen filtsköldlöss. Inga underarter finns listade i Catalogue of Life.